# Jeetzel
Die  Jeetzel ist ein rund 73 km langer linker südlicher Nebenfluss der Elbe im norddeutschen Tiefland in den Bundesländern Sachsen-Anhalt und Niedersachsen. In Sachsen-Anhalt heißt der Fluss Jeetze. Vom 13. bis in das 19. Jahrhundert war der Fluss ein wichtiger Handelsweg.

## Geographie

### Verlauf
Das Fließgewässer entspringt als Jeetze in der südwestlichen Altmark im Norden Sachsen-Anhalts. Seine Quelle befindet sich nahe dem Dorf Altferchau im Endmoränen-Komplex des Südlichen Landrückens, nördlich des Drömlings. Von dort führt sein Lauf nach Norden, nimmt die Nebenflüsse Hartau und Tangelnscher Bach auf, durchquert die Grundmoränen der „Altmarkplatten“, passiert Salzwedel und gelangt kurz danach auf niedersächsisches Gebiet. Hier, im Wendland, wo der Fluss Jeetzel genannt wird, fließt er nun durch ehemals vermoorte Niederungsgebiete weiter nordwärts, parallel zum Drawehn-Höhenzug, durch die Städte Wustrow, Lüchow und Dannenberg, um bei Hitzacker in die Elbe zu münden (vergleiche auch: Naturräumliche Haupteinheitengruppe Wendland und Altmark).
820 m Mündungsstrecke zählen zu den sogenannten sonstigen Binnenwasserstraßen des Bundes, für die das Wasserstraßen- und Schifffahrtsamt Elbe zuständig ist.

### Zuflüsse
Zum Flusssystem der Jeetzel gehören neben der Jeetzel selbst 79 weitere benannte Fließgewässer. Der Fluss hat ein Einzugsgebiet von 1928 Quadratkilometern. Zu den 26 direkten Zuflüssen der Jeetzel gehören flussabwärts betrachtet:
- Hartau
- Purnitz
- Neugraben (Hainholzgraben)
- Salzwedeler Dumme
- Lüchower Landgraben
- Wustrower Dumme
- Lübelner Mühlenbach
- Luciekanal

## Name
Der Fluss wird um das Jahr 1014 als Jesne erstmals urkundlich erwähnt. Der Flussname ist möglicherweise slawischen Ursprungs und würde sich in diesem Fall vom alt-slawischen jasenu herleiten, was so viel wie Eschenbach bedeutet (vergleiche tschechisch jasan oder polnisch jesion = deutsch Esche). Dies könnte daher rühren, dass die Flussränder von Eschen und Erlen-Eschen-Wäldern gesäumt waren. Eine alternative Erklärung ist die Ableitung aus dem germanischen *jesa- (gären, schäumen, wallen, in die Höhe gehen).

## Flussregulierungen

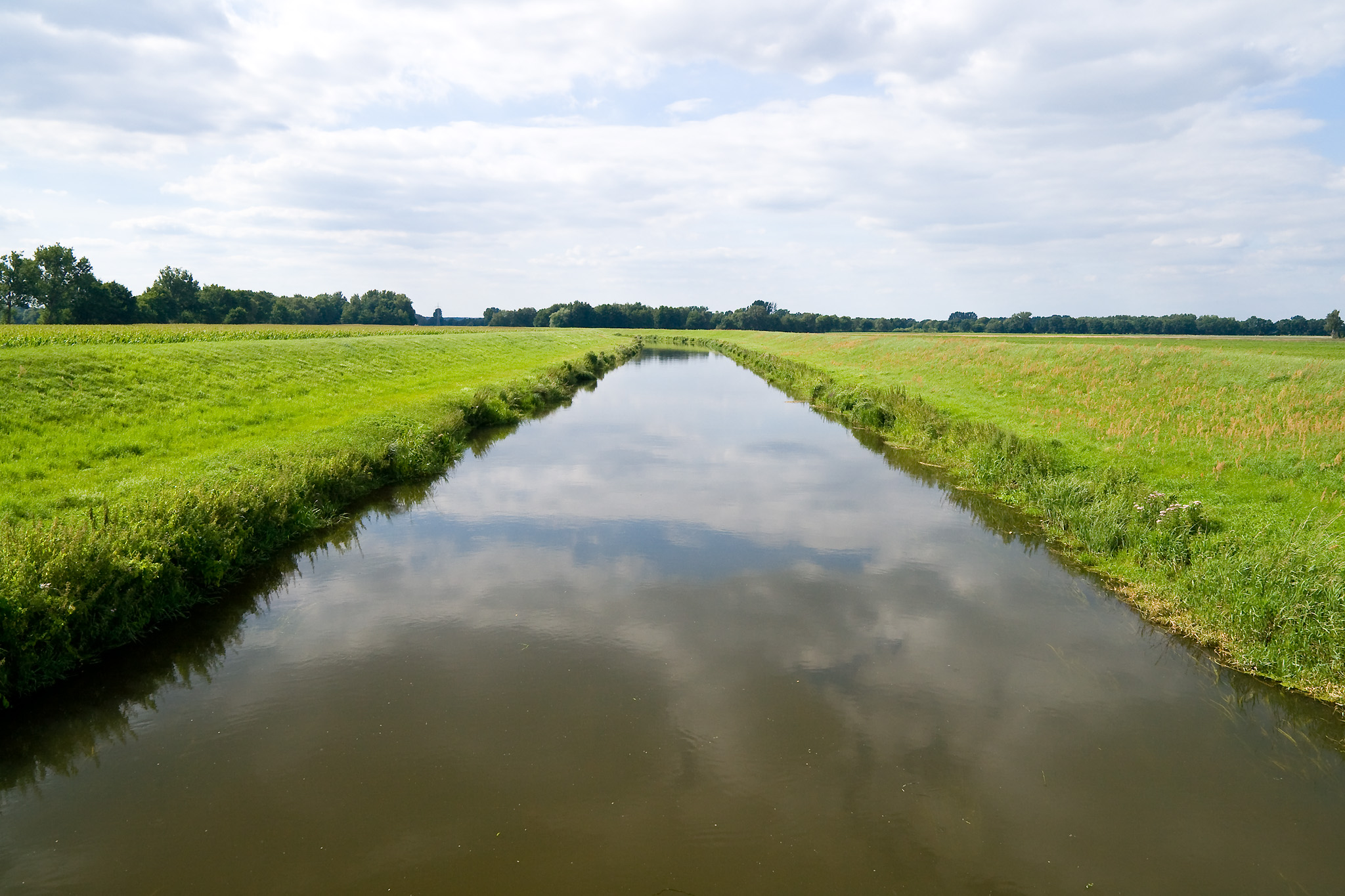
Jeetzelkanal

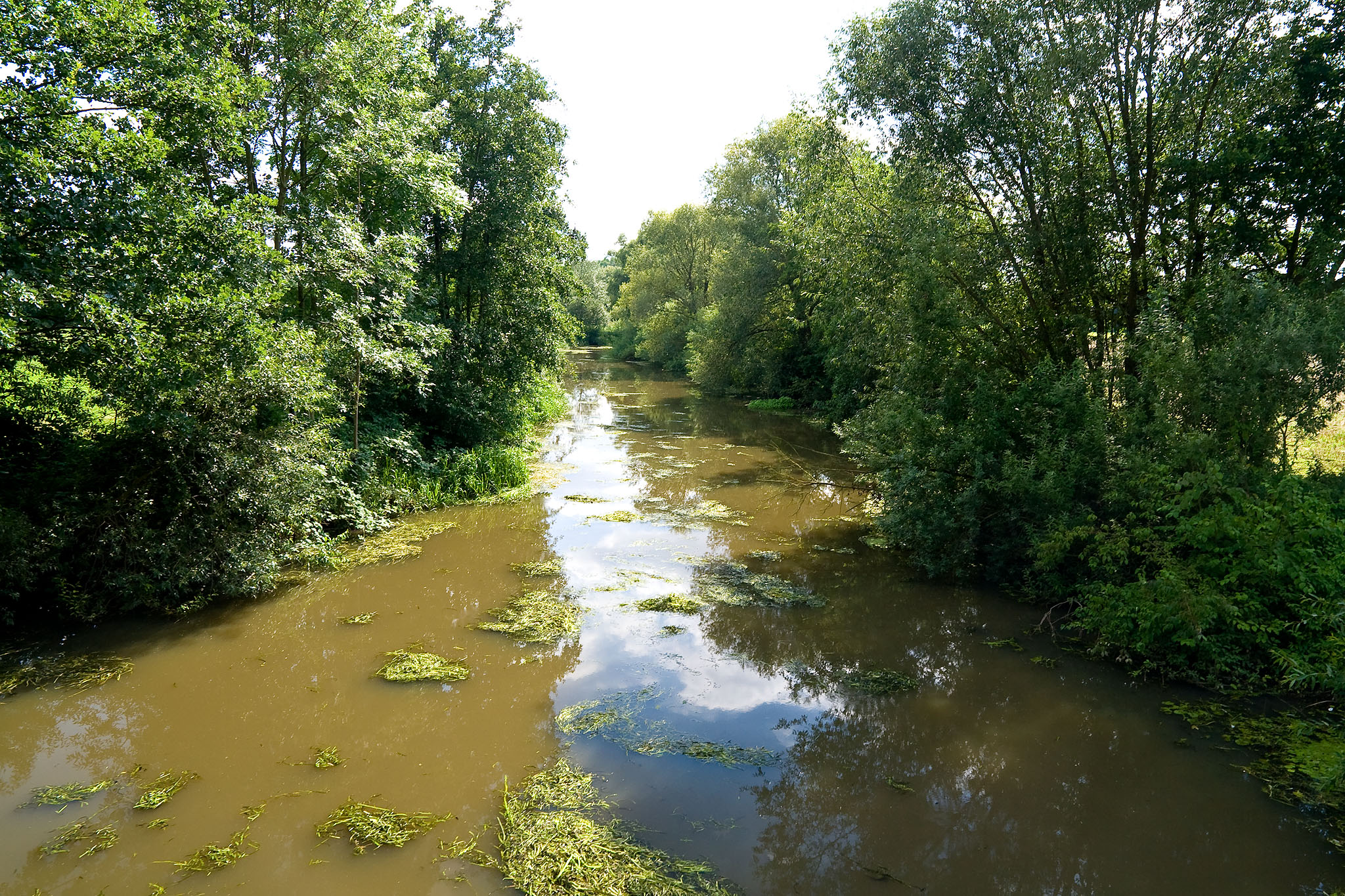
Alte Jeetzel

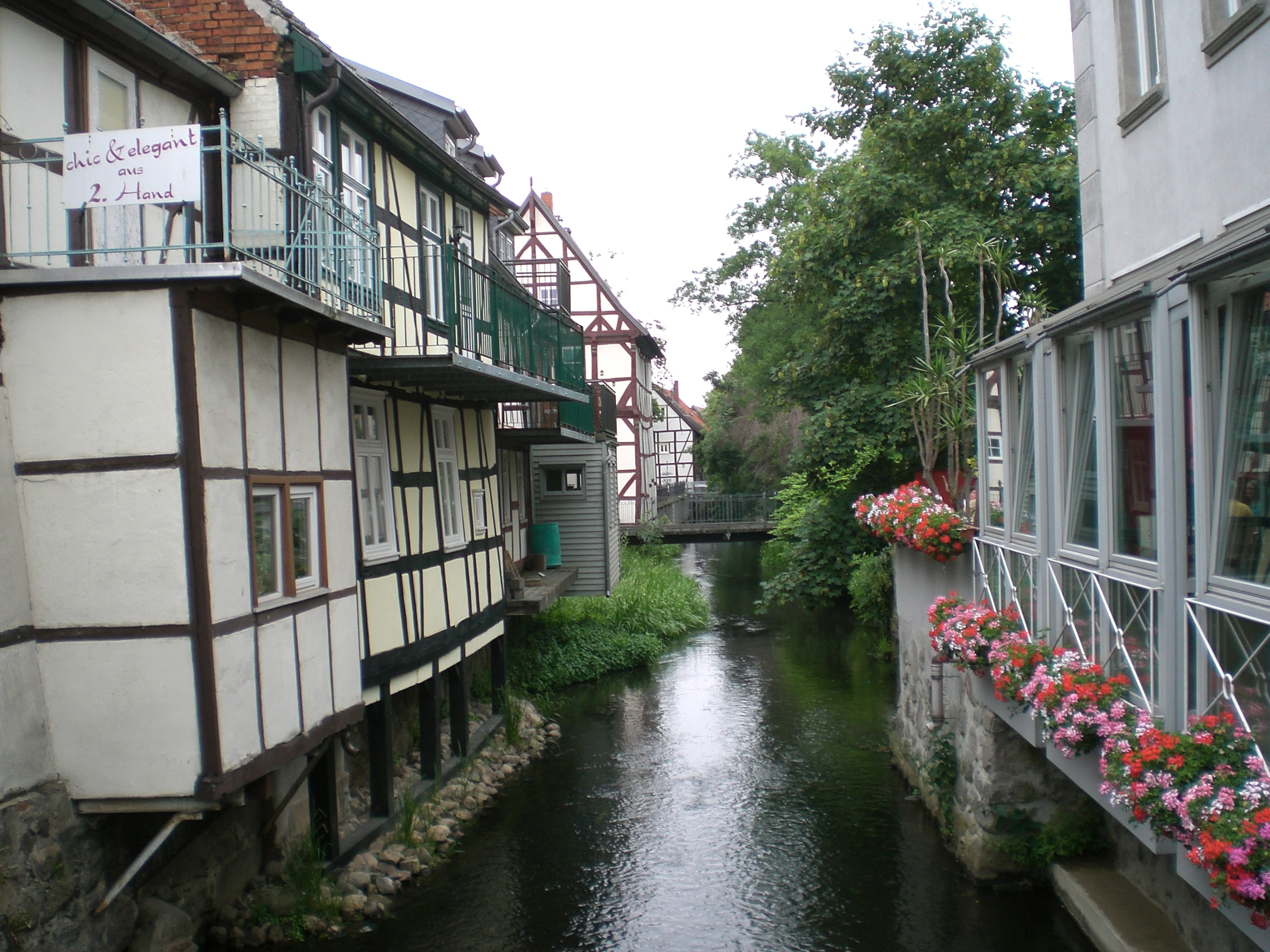
Jeetze in Salzwedel

Bei Hochwasser der Elbe kommt es zum charakteristischen Anstau der Jeetzel, die dann „rückwärts“ fließt. In früheren Jahrhunderten gab es deshalb regelmäßig weiträumige Überschwemmungen in den Niederungen des mittleren Wendlands (die Haupt-Moorniederung zwischen Lüchow und Dannenberg wird „die Lucie“ genannt). Seit den 1950er Jahren wurden in diesem schon zum Elbe-Urstromtal gehörenden Gebiet umfangreiche wasserbauliche Maßnahmen realisiert, in dem ein neuer mit Deichen eingefasster Kanal („Neue Jeetzel“, „Jeetzelkanal“) geschaffen wurde. Dieser größere, regulierbare Vorfluter ermöglicht eine weiträumige Entwässerung der vermoorten Niederung und die periodischen Überschwemmungen wurden eingedämmt. Die nunmehr „Alte Jeetzel“ verläuft weiterhin mäandrierend – allerdings nur noch mit einem Bruchteil der früheren Abflussmenge – parallel dazu, um schließlich hinter Dannenberg über ein Pumpwerk dem Jeetzelkanal zugeführt zu werden.
Die wasserwirtschaftlichen Eingriffe zugunsten intensiver Landwirtschaft sowie Siedlungsschutz haben die urtümliche Naturlandschaft ökologisch weitgehend degradiert. Ein Großteil der Niedermoorflächen wurde entwässert und von saisonalen Hochwässern abgeschnitten. Daher fehlt nun auch dieser Retentionsraum für Hochwasserabflussspitzen. Staut sich die Jeetzel heute bei Elbehochwasser zurück, steigt sehr rasch der Wasserspiegel zwischen dem nun zu engen Deichkorsett an. Da es sich außerdem um technisch veraltete Sanddämme handelt, besteht latent die Gefahr von Deichbrüchen und plötzlichen Überflutungen des Hinterlandes zwischen Lüchow und Dannenberg.
Im elbnahen Mündungsbereich verstärkt der Rückstau der Jeetzel wie vor der Regulierung die Hochwasserauswirkungen unter anderem für die dort liegende Stadt Hitzacker. Die Altstadt wird dann nicht nur von der bisher unbedeichten Elbseite, sondern auch von anschwellenden Jeetzelarmen eingeschlossen und regelrecht in eine Insel („Stadtinsel“) verwandelt. Die bisher höchsten Hochwasser wurden im April 2006, im August 2002 und im Jahr 1895 gemessen und haben die Altstadt unter Wasser gesetzt.
Nach dem Hochwasser von 2006 wurde ein Absperrbauwerk errichtet, das es ermöglicht, die Jeetzel und Hitzacker komplett vom Elbhochwasser abzutrennen. Dazu gehört eine Mauer, die bei Bedarf mit Metallplatten erhöht werden kann, und ein Sieltor im Mündungsbereich der Jeetzel. Ein Schöpfwerk mit 60 m³/s Pumpleistung, das zufließendes Wasser von der Jeetzel in die Elbe pumpt, wurde 2008 in Betrieb genommen. Außerdem wurden von Jameln aus flussabwärts an beiden Seiten der Jeetzel (ab Lüggau nur am rechten Ufer) Deichverteidigungswege betoniert, um Einsatzkräften des Jeetzeldeichverbandes ungehinderten Zugang zum Deich zu ermöglichen.

## Naturschutz
Teile des Einzugsgebietes der mittleren und unteren Jeetzel wurden 2004 vom Land Niedersachsen unter dem Namen „Gewässersystem der Jeetzel mit Quellwäldern“ als FFH-Gebiet im Rahmen des europäischen Schutzgebietskonzeptes Natura 2000 nachgemeldet. Neben dem Hauptverlauf sind auch Abschnitte der Nebengewässer (diverse aus dem Drawehn zufließende „Mühlenbäche“) darin einbezogen. Der mündungsnahe Unterlauf gehört zum FFH-Gebiet „Elbtalniederung zwischen Schnackenburg und Lauenburg“ sowie zum „Biosphärenreservat Niedersächsische Elbtalaue“.
Die Alte Jeetzel wird touristisch als Kanurevier genutzt.